# Paul Belmondo (pilota automobilistico)
Paul Alexandre Belmondo (Boulogne-Billancourt, 23 aprile 1963) è un ex pilota automobilistico e attore francese, figlio dell'attore Jean-Paul Belmondo e nipote dello scultore francese Paul Belmondo da cui ha preso il nome.
È proprietario della squadra Paul Belmondo Racing che ha partecipato alla 24 Ore di Le Mans.

## Automobilismo sportivo

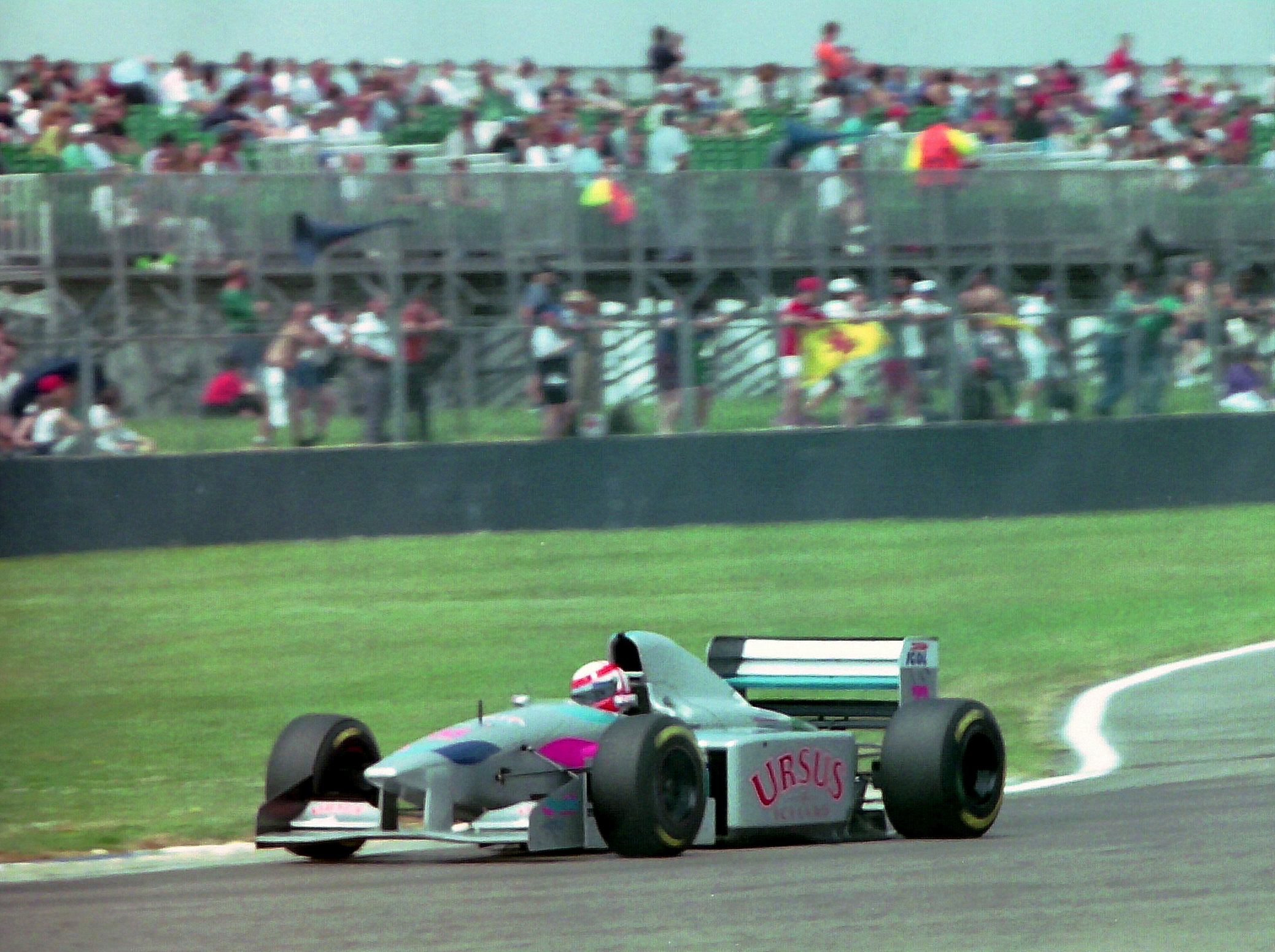
Belmondo su Pacific nel 1994

Dopo risultati mediocri nelle formule inferiori, ha corso in Formula 1 con scuderie di secondo piano (March e Pacific Racing) senza riuscire a qualificarsi nelle maggior parte dei Gran Premi a cui è stato iscritto. Il miglior risultato resta un 9º posto al Gran Premio d'Ungheria nel 1992. È poi passato alle competizioni per vetture sport come pilota e come proprietario della sua squadra.

## Attore
Paul Belmondo è anche noto come attore; ha infatti partecipato a diverse pellicole, perlopiù in ruoli di secondo piano, recitando spesso accanto al padre.

### Televisione
Nel settembre 2007 partecipa alla quinta edizione de L'isola dei famosi, venendo eliminato in semifinale con il 51% dei voti.

## Risultati in F1
| 1992 | Scuderia | Vettura |    |    |    |    |    |    |    |    |    |    |   |  |  |  |  |  |  | Punti | Pos. |
| ---- | -------- | ------- | -- | -- | -- | -- | -- | -- | -- | -- | -- | -- | - |  |  |  |  |  |  | ----- | ---- |
| 1992 | March    | CG911B  | NQ | NQ | NQ | 12 | 13 | NQ | 14 | NQ | NQ | 13 | 9 |  |  |  |  |  |  | 0     |      |

| 1994 | Scuderia | Vettura |    |    |    |     |     |    |    |    |    |    |    |    |    |    |    |    |  | Punti | Pos. |
| ---- | -------- | ------- | -- | -- | -- | --- | --- | -- | -- | -- | -- | -- | -- | -- | -- | -- | -- | -- |  | ----- | ---- |
| 1994 | Pacific  | PR01    | NQ | NQ | NQ | Rit | Rit | NQ | NQ | NQ | NQ | NQ | NQ | NQ | NQ | NQ | NQ | NQ |  | 0     |      |

| Legenda | 1º posto     | 2º posto | 3º posto    | A punti         | Senza punti/Non class.  | Grassetto – Pole position Corsivo – Giro più veloce |
| Legenda | Squalificato | Ritirato | Non partito | Non qualificato | Solo prove/Terzo pilota | Grassetto – Pole position Corsivo – Giro più veloce |

## Filmografia
- Una vita non basta (Itinéraire d'un enfant gâté), regia di Claude Lelouch (1988)[1]
- I Miserabili (Les Misérables) regia di Claude Lelouch (1995)
- Ma femme s'appelle Maurice, regia di Jean-Marie Poiré (2002)[1]
- La speranza (L'Espoir), regia di Vincent Vesco - cortometraggio (2004)
- Vivre!, regia di Alain Carville (2004)
- Journée rouge, regia di Philippe Rouquier (2004)
- Les Mythes urbains, regia di Dominic Bachy e Hector Bujia (2004)
- Rue des sans-papiers, regia di Alain Carville (2004)
- Il commissario Moulin (Commissaire Moulin, police judiciaire), regia di Yves Rénier - serie TV 8x9 (2006)
- Beur sur la ville, regia di Djamel Bensalah (2011)
- Le Mythe de la sirène, regia di Nina Barbier (2011)
- La Victoire au bout du bâton, regia di Jean-Michel Verner - serie TV (2012)
- Médecin-chef à la Santé, regia di Yves Rénier - serie TV (2012)